# Drillsångare
Drillsångare (Phylloscopus tenellipes) är en östasiatisk tätting inom familjen lövsångare. Den häckar vid floddalar i nordöstra Asien. Vintertid flyttar den till Sydostasien. Den är en mycket sällsynt gäst i Europa med ett enda fynd i England 2016.

## Utseende
Drillsångaren är en 12 centimeter lång lövsångare med brunaktig ovansida och kontrasterande gråbrun krona och nacke. Det vitaktiga kraftiga ögonbrynsstrecket når inte fram till pannan men sträcker sig långt bakom ögat. Ögonstrecket är mörkbrunt och vidgar sig bakom ögat. Kinden är blekt brun och fläckad, strupen är vit. Vita undre stjärttäckare kontrasterar med olivbrun övergump och övre stjärttäckare som saknar inslag av grönt. Bröst och buk är vitaktiga.

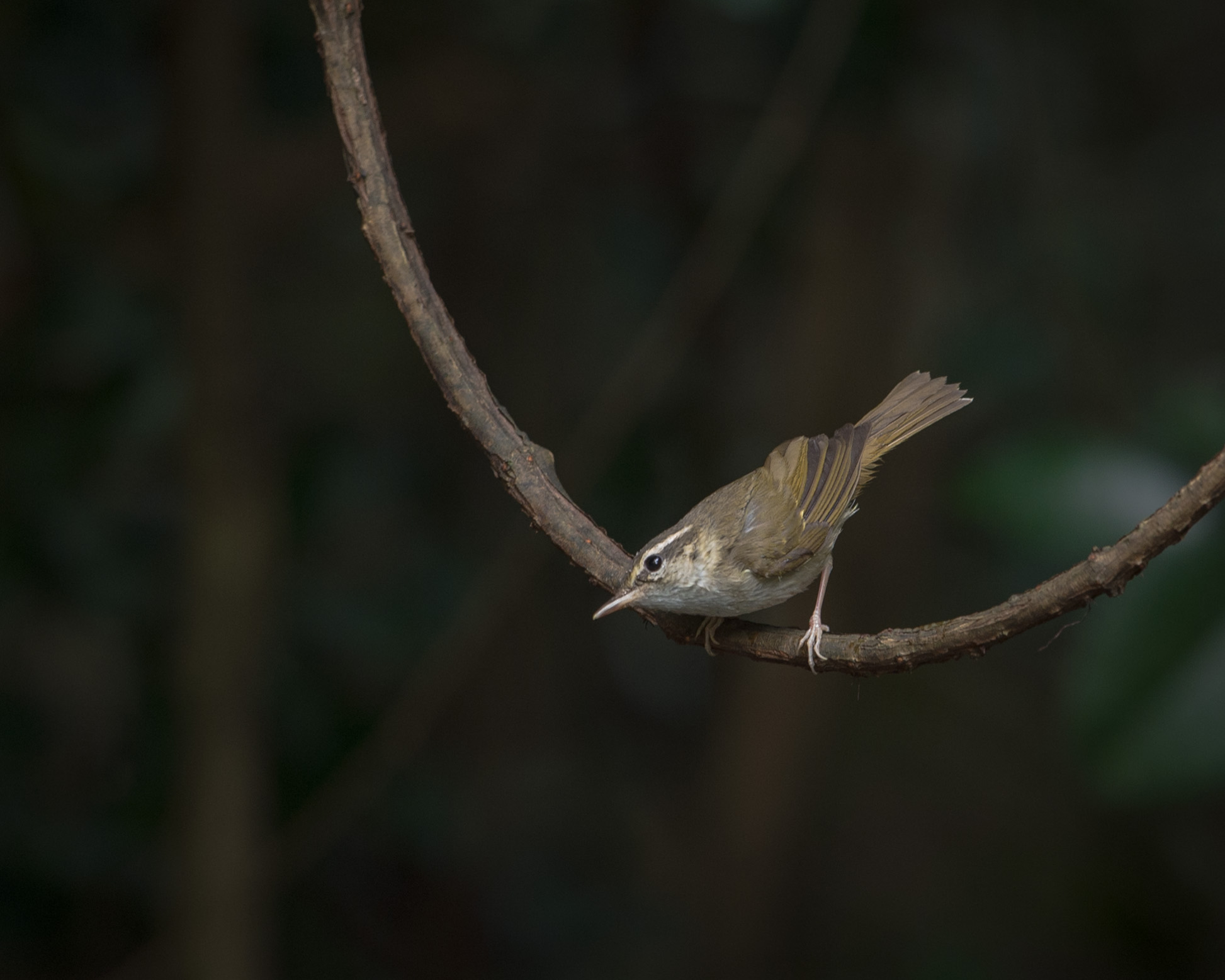

## Läte
Sången liknar nordsångarens, en ihållande torr och mekanisk drill, men är snabbare, tunnare och ljusare. Locklätet är ett mycket ljust, tunt och metalliskt "tib" eller "tip".

## Utbredning och systematik
Fågeln lever och häckar vid floddalar i nordöstra Asien och övervintrar i Sydostasien. Den är en mycket sällsynt gäst i Europa med ett enda fynd, en död fågel som hittades 21 oktober 2016 på ön Saint Agnes i Scillyöarna väster om Cornwall i England. Tidigare behandlades både izusångaren och sachalinsångaren som underarter till drillsångaren.

### Släktestillhörighet
DNA-studier visar att släktet Phylloscopus är parafyletiskt gentemot Seicercus. Dels är ett stort antal Phylloscopus-arter närmare släkt med Seicercus-arterna än med andra Phylloscopus (däribland drillsångaren med släktingar), dels är inte heller arterna i Seicercus varandras närmaste släktingar. Olika taxonomiska auktoriteter har löst detta på olika sätt. De flesta expanderar numera Phylloscopus till att omfatta hela familjen lövsångare, vilket är den hållning som följs här. Andra flyttar bland andra drillsångare till ett expanderat Seicercus.De står tillsammans närmare ett antal östasiatiska och sydostasiatiska arter än exempelvis lövsångaren och förs därför av vissa till ett annat släkte, Seicercus.

### Familjetillhörighet
Lövsångarna behandlades tidigare som en del av den stora familjen sångare (Sylviidae). Genetiska studier har dock visat att sångarna inte är varandras närmaste släktingar. Istället är de en del av en klad som även omfattar timalior, lärkor, bulbyler, stjärtmesar och svalor. Idag delas därför Sylviidae upp i ett antal familjer, däribland Phylloscopidae. Lövsångarnas närmaste släktingar är familjerna cettior (Cettiidae), stjärtmesar (Aegithalidae) samt den nyligen urskilda afrikanska familjen hylior (Hyliidae).

## Ekologi och beteende
Drillsångaren häckar i glesa lövskogar och floddalar, men även i undervegetation i mer höglänt terräng, upp till 1.800 meter över havet. Vintertid ses den i buskmarker i låglänta områden samt mangroveskogar.
Den häckar från slutet av maj till slutet av juli. I en gräsboll gömd bland multnande löv och rötter på marken lägger den fem till sex äg som ruvas tolv dagar. Den boparasiteras av tajgagök.
Fågeln är aktiv och pumpar gärna nedåt med stjärten. Den födosöker efter små insekter lågt i vegetationen eller på marken.

## Status och hot
Arten har ett stort utbredningsområde, men tros minska i antal, dock inte tillräckligt kraftigt för att den ska betraktas som hotad. Internationella naturvårdsunionen IUCN listar arten som livskraftig (LC).  Världspopulationen har inte uppskattats, men den beskrivs som relativ vanlig.